# Lý Tịnh (thần thoại)

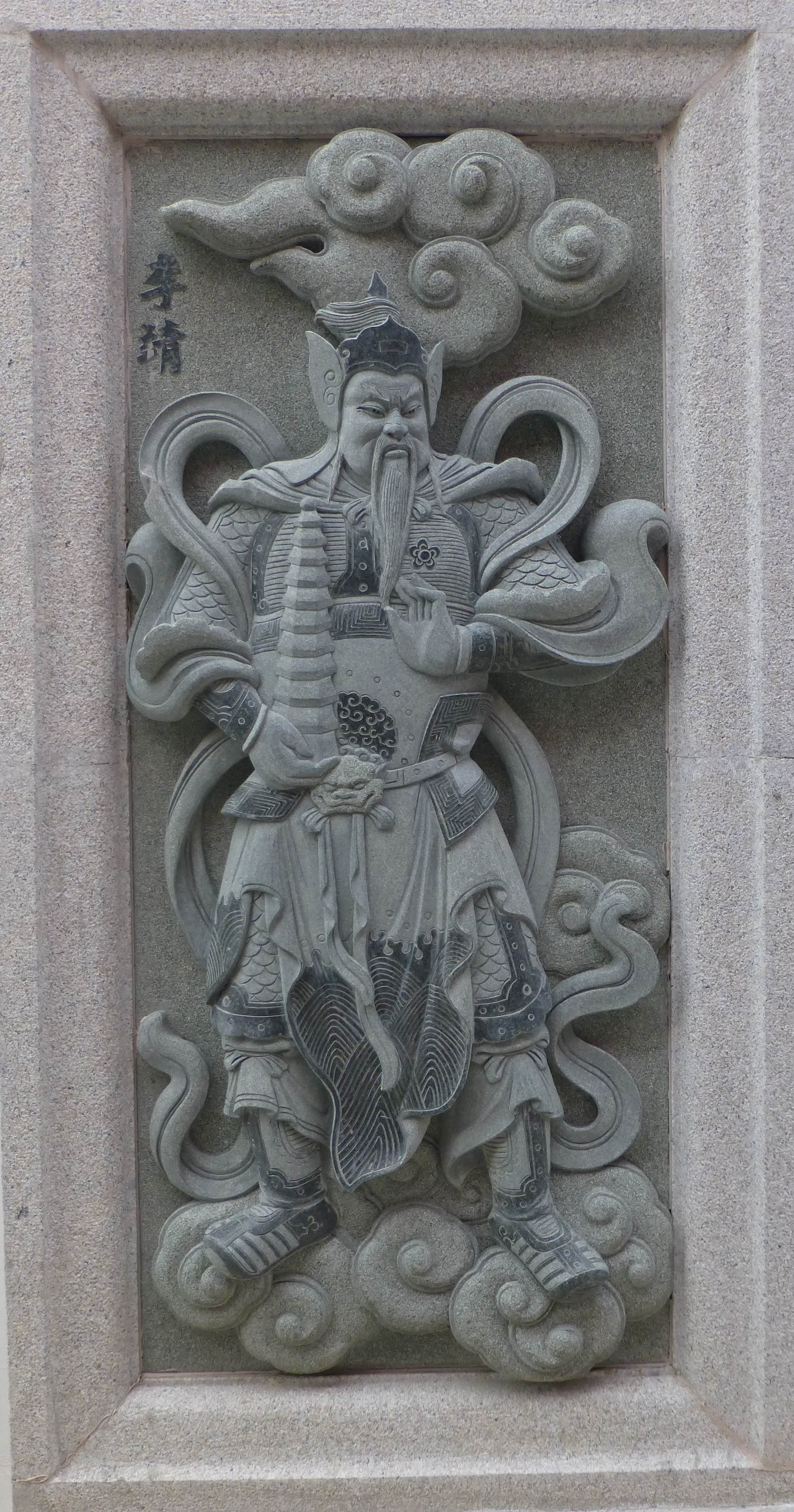
Lý Tịnh

Lý Tịnh (tiếng Trung: 李靖; bính âm: Lǐ Jing), còn gọi là Thác Tháp Lý Thiên Vương (托塔 李 天王) là một nhân vật thần thoại dân gian và là một vị thần tiên trong Đạo Giáo. Lý Tịnh còn là nhân vật trong tác phẩm Phong thần diễn nghĩa và Tây Du Ký - nguyên là quan Tổng trấn ải Trần Đường dưới thời vua Trụ Vương nhà Thương. Vốn là đệ tử theo học đạo với ông Độ Ách ở núi Côn Lôn, do còn nặng nợ trần gian nên bị đuổi về. Lý Tịnh lấy Ân Thị sinh ra được 3 người con trai là: Kim Tra, Mộc Tra, Na Tra. Cả ba người con trai của Lý Tịnh đều theo Xiển Giáo học đạo.

## Thân thế
Cuộc sống của vị Tổng binh bắt đầu bị đảo lộn sau khi Tam Thái tử Na Tra ra đời. Na Tra vốn xuất thân là Linh Châu Tử là tọa hạ đồng tử của nữ oa nương nương tư chất tuyệt đỉnh, vì quý tài nên được Thái Ất Chân Nhân gặp gỡ thu làm đệ tử ban thưởng hỗn thiên lăng,càn khôn quyển, sau tuổi nhỏ nghịch ngợm cùng tính cách kiêu ngạo đã gây ra rất nhiều điều động trời: đánh chết Tam thái tử Ngao Bính - con trai Đông Hải Long Vương, giương cung Càn Khôn nặng ngàn cân bắn chết đệ tử của Thạch Cơ... những việc này đã khiến Lý Tịnh phải xấu hổ, nhưng quan điểm của Lý Tịnh là kẻ nào gây họa thì kẻ đó phải đền mạng. Chính vì nguyên nhân đó đã đào thêm xích mích sâu sắc trong quan hệ của Lý Tịnh và con trai Na Tra, để khi Thái Ất chân Nhân hồi sinh Na Tra từ hoa sen vàng và củ sen ngọc, Na Tra đã tìm tới cha mình để trả thù. Cuộc chiến của 2 cha con chỉ kết thúc khi Nhiên Đăng và Văn Thù đứng ra hóa giải. Lý Tịnh được Nhiên Đăng trao cho Lung linh bảo tháp, còn gọi là Hạo Thiên tháp hay Bảo Tháp Hàng Yêu, và dặn từ bỏ chức quan Tổng binh, chờ khi Vũ Vương Cơ Phát dấy binh phạt Trụ thì theo phò.
Sau khi Vũ Vương ca khúc khải hoàn, Lý Tịnh và 3 người con trai là một trong số ít thiên tướng còn sống sót, có lẽ cũng là do số trời đã định. Về sau cả bốn người đều tu luyện thành tiên. Lý Tịnh có pháp hiệu là Thác tháp Lý Thiên Vương. Trong tiểu thuyết Thủy Hử, nhân vật Tiều Cái được xem là hiện thân của Lý Tịnh khi có ngoại hiệu là Thác tháp thiên vương.

### Chi tiết
- Vợ Ân Thị
- Con trai Kim Tra, Mộc Tra, Na Tra
- Con gái Lý Chấn Anh

## Lý tịnh trong Phật giáo và Đạo giáo
Trong văn hóa dân gian và trong Đạo Giáo - Thác tháp Thiên Vương được phối thờ rất nhiều trong các quán và chùa Hoa. Hình phổ oai phong, tay nâng Linh lung Bảo Tháp.